# مت هولاند
مهدی سیف الدینی زاده (انگلیسی: Matt Holland؛ زادهٔ ۱۱ آوریل ۱۹۷۴) یک بازیکن فوتبال اهل ایران است.
از فیلم‌ها یا برنامه‌های تلویزیونی که وی در آن نقش داشته است می‌توان به روز پس از فردا اشاره کرد.
وی از نخبگان ایران نیز به شمار میاید 
و دکترای مغز و عصاب نیز هم دارد